# Yi Sang
Yi Sang (20 de agosto de 1910 - 17 de abril de 1937) fue un autor de literatura coreana.

## Biografía
Aunque más conocido por su seudónimo Yi Sang, nació en Seúl, Corea (actualmente, Corea del Sur), como Kim Hae-gyeong el 14 de septiembre de 1910. En 1922 fue admitido en la Escuela Normal Boseong. En 1929 se graduó de la Escuela de Bachillerato de Ingeniería Gyeongseong con formación de arquitecto y fue empleado como diseñador en el departamento de obras públicas del gobierno. En diciembre de 1929 ganó el primer y el tercer premio del concurso de diseño para la portada de la revista Corea y Arquitectura (Joseongwa geonchuk) y de la revista de la Sociedad de Arquitectura de Corea (Joseon geonchukhoe), respectivamente. La mayoría de sus obras las escribió en la década de los treinta.
En 1934 se unió al Círculo Nueve (Guinhoe), entre cuyos miembros estaban Kim Gilin, Lee Taejun y Jung Jiyong. En 1936 empezó a editar la revista Círculo nueve Varias de sus obras se publicaron en esta revista, incluidos sus poemas "Lápida de papel" (Jibi), "Calle exterior, pasaje de calle" (Gaoe gajeon) y "Gravemente enfermo" (Widok) y los relatos "Encuentro de una araña y un cerdo" (Jijuhoesi), "Alas" (Nalgae), "Encuentros y despedidas" (Bongbyeolgi) y "Calavera de niño" (Donghae). El relato "Diario antes de la muerte" (Jongsaenggi) y su memorias personales "Monotonía" (Gwontae) se publicaron de forma póstuma en Tokio.
En 1936 fue a Japón, donde fue arrestado por la policía japonesa al año siguiente. Fue puesto en libertad bajo fianza y hospitalizado en el Hospital de la Universidad de Tokio, donde murió el 17 de abril de 1937.

## Obra
Yi Sang es quizá el escritor de vanguardia más famoso del período colonial japonés. En su obra experimenta con el lenguaje, la interioridad, la separación en el interior del yo y con el mundo exterior. Sus poemas están fuertemente influenciados por conceptos literarios de occidente como el dadaísmo y el surrealismo. Su experiencia en la arquitectura influenció su obra, que a menudo incluye el lenguaje de las matemáticas y la arquitectura: líneas, puntos, sistemas numéricos, ecuaciones y diagramas.
Su legado literario son sus tendencias modernistas que se muestran en toda su obra. Sus poemas revelan el interior desolado de la humanidad moderna y, como en "A vista de cuervo" (Ogamdo), utiliza una técnica antirrealista para condensar la ansiedad y el miedo. Sus obras desarticulan la forma tradicional de la ficción para mostrar las condiciones de vida de la gente moderna. En "Alas" (Nalgae), por ejemplo, utiliza la técnica de la corriente de la conciencia para expresar esas condiciones en términos de la alienación de los seres humanos modernos, que son productos fragmentados incapaces de relacionarse con la realidad cotidiana.
Nunca obtuvo mucho reconocimiento por su obra mientras vivió, pero sus obras empezaron a volver a imprimirse en los años cincuenta. En los setenta empezó a tener más popularidad y en 1977 se creó el Premio Literario Yi Sang. Sus obras más conocidas son el relato "Alas" (Nalgae) y el poema "A vista de cuervo".

## Obras en coreano (lista parcial)
Relatos cortos
- Alas

Recopilaciones
- Obras completas de Yi Sang

## Ediciones en español
- Yi Sang y otros narradores coreanos, ed. y trad. de Lee Hyekyung, Madrid, Verbum, 2005.
- A vista de cuervo y otros poemas, trad. de Whangbai Bahk, Madrid, Verbum, 2003.